# アラキジルアルコール
アラキジルアルコール(arachidyl alcohol、発音: [ˌæræˈkɪdɪl ˌælkoʊˈhɒl])または1-イコサノール(発音: [hwɑːn ˌaɪkoʊsɑːnɒl])は、化粧品の保湿成分に使われるロウ状物質である。直鎖脂肪族アルコールである。